# Hierosonic
Hierosonic est un groupe de « rock hybride » formé en novembre 2002 à Harrisburg, Pennsylvanie, États-Unis. À l'origine composé de Ben Stewart - chant, Chris Bulick - guitare, Brandon Krotser - synthétiseur/clavier/chant, Mike Stang - basse guitare, et Mark Bohn - batterie.
En 2003 Hierosonic a remporté le tremplin rock The Battle of the Bands (parmi plus de 400 groupes américains), et y a gagné le droit de participer au Lollapalooza à Seattle, Washington, au côté de groupes de renom tels que Porno for Pyros, Audioslave, Jurassic 5, The Donnas. Par la suite ils eurent un succès plus local. En 2005 ils changent leur guitariste pour Jarred Cannon.

## Albums
- The Vision Cliff (Shaman Records, 2003)
- Street Fight The Album (Streetwise, 2003)
- Pornos and Razorblades (Seventh Wave Studios, 2005)